# Paavo Virkkunen
Paavo Eemil Virkkunen, före 1906 Snellman, född 27 september 1874 i Pudasjärvi, död 13 juli 1959 i Pälkäne, var en finländsk samlingspartistisk politiker och präst. Han var Samlingspartiets partiledare 1932–34 och ledamot av Finlands riksdag (före 1919 lantdag) 1914–36 samt 1939–45. Som undervisningsminister tjänstgjorde han i regeringen Svinhufvud II 1930–31. Han gifte sig år 1904 med Katri Thulé. 
Virkkunen blev teologie kandidat 1903 och, efter studier i Halle an der Saale, teologie licentiat 1905 på avhandlingen Der Anfang des arianiscken Streites (1904) samt teologie doktor 1907. Han blev 1905 överlärare i religionskunskap och 1908 rektor vid Finska normallyceum i Helsingfors samt kyrkoherde 1918 i Ilmola och 1926 i Helsingfors södra finska församling. Under sin långa politiska karriär var Virkkunen ordförande för Samlingspartiets riksdagsgrupp och riksdagens talman i flera olika omgångar.
Han är begravd på Sandudds begravningsplats i Helsingfors.
Virkkunens son Matti Virkkunen var Samlingspartiets kandidat i presidentvalet i Finland 1968.